# Ménil-de-Senones
Ménil-de-Senones é uma comuna francesa na região administrativa de Grande Leste, no departamento de Vosges. Estende-se por uma área de 7,22 km². Em 2010 a comuna tinha 141 habitantes (densidade: 19,5 hab./km²).